# 匹茲堡動物園和PPG水族館
匹茲堡動物園&PPG水族館（英語：Pittsburgh Zoo & PPG Aquarium）位於美國匹茲堡，由動物園及水族館組成。

## 历史
於1898年6月14日開業。園區占地77英畝（31公頃），展示超過475種，共4000多頭的動物，其中20種為瀕危物種。 匹茲堡動物園和PPG水族館 每天上午 9:30 至下午 4:00 開放。

## 外部連結

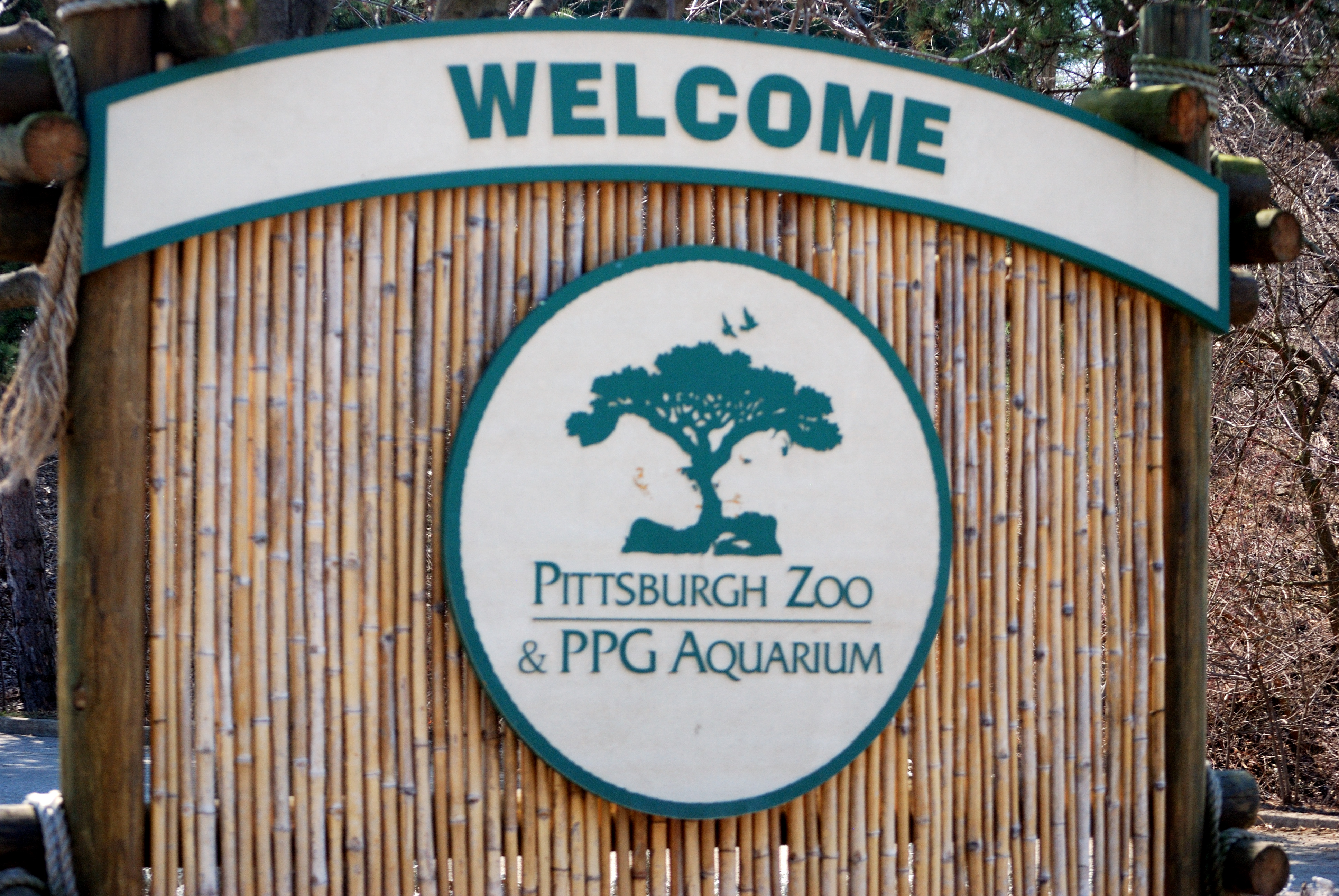
園內一景

- PPG Aquarium official site at the Pittsburgh Zoo